# Michael Talke
Michael Talke (* 1965 in Mainz) ist ein deutscher Opern- und Theaterregisseur sowie Dramaturg.

## Leben
Talke studierte von 1986 bis 1992 Geschichte, Neue Literatur und Theaterwissenschaft an der Ludwig-Maximilians-Universität München (LMU).
Von 1992 bis 1996 war er an der von Frank Castorf geleiteten Volksbühne am Rosa-Luxemburg-Platz in Berlin Regieassistent bei Frank Castorf, Christoph Marthaler, Christoph Schlingensief und Andreas Kriegenburg und realisierte dort auch erste eigene Inszenierungen. Als freischaffender Regisseur inszenierte er ab 1996 für Schauspiel und Oper.
Er war unter anderem am Deutschen Theater Berlin, am Luzerner Theater, am Theater Aachen, am Schauspiel Hannover, am Staatstheater Braunschweig, am Thalia Theater in Hamburg, am Schauspiel Köln, am Schauspielhaus Düsseldorf, am Saarländischen Staatstheater in Saarbrücken und am Theater Bremen, engagiert.
1999 schrieb der Kulturspiegel: „Suchen, probieren und ganz woanders ankommen: Auch nach drei Inszenierungen fühlt sich der Berliner Jungregisseur noch als Anfänger.“ 2010 hielt er eine Gastprofessur am Mozarteum in Salzburg in der Abteilung Schauspiel und Regie.